# Agonum pinorum
Agonum pinorum är en skalbaggsart som beskrevs av Thomas Casey. Agonum pinorum ingår i släktet Agonum och familjen jordlöpare. Inga underarter finns listade i Catalogue of Life.